# タピ川
タピ川（タピがわ、ヒンディー語: ताप्ती नदी、マラーティー語:तापी नदी、グジャラート語:તાપી નદી、英語: Tapi River）、もしくはターピ川は、インドの中部から西部を流れる河川。旧称はタプティ川(英語: Tapti River)あるいはタープティー川。

## 概要

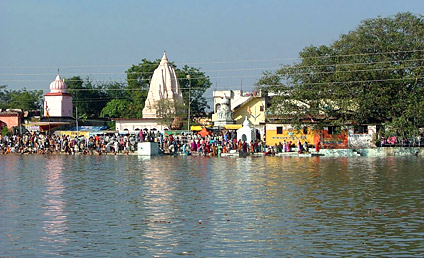
水源地のムルタイ。

インド中西部にあるマディヤ・プラデーシュ州南部、サトプラ山脈の北部にあるベトゥール県東部のムルタイを水源とし、山岳地帯を西へ流れる。ブルハーンプルで広い盆地になり、マハーラーシュトラ州に入るとプルナ川と合流してブサワルを通過し、ついでジルナ川を合わせる。グジャラート州に入ると本流に建設されたウカイダム・ウカイ水力発電所を抜け、下流の平野部にあるスーラトを経てカンバート湾に至る。全長は724km。
インド西海岸に注ぐ川の中で、ナルマダー川に次いで大規模な河川である。プルナ川との合流後はサトプラ山脈の南側を流れ、山脈の北側を流れるナルマダー川とともにインド半島の高原部（中央高地）とガンジス川・インダス川により形成されたヒンドゥスターン平野を分ける重要な指標となっている。

## 流域の地理
上流から中流域は、年降水量が1,000mmから1,600mmに達する山地である。谷の斜面にはチークや竹の森林が繁り、トラなど野生動物が豊富なことから、ヤウォール野生生物保護区、メルガット・トラ保護区などに指定されている地区がある。
デカン高原の溶岩台地を切り込んで流れ、流域には幅約30kmの浅い谷底平野が形成されている。肥沃なレグールが分布することから綿花栽培をはじめ農業が盛んである。
下流域では灌漑が行われる。河口に近いスーラトはムガル帝国時代には港湾都市として栄えたが、交易の拠点がムンバイに移って以降は物流産業が衰退し、また土砂の堆積が多いことから水上交通はあまり発達していない。スーラトが最盛期だった17世紀には、砂州が多く大型船の航行に不向きという地形上の弱点を補うべく、河口に近い場所に新たにスワーリー港が作られスーラトと一体的に運用された。しかしムンバイが交易の拠点として台頭しはじめるとスワーリー港は使用されなくなっていった。

## 名称の由来
旧河川名の由来は、インド神話における太陽神スーリヤと影の女神チャヤの娘、「タプティ」とされる。

## ギャラリー
- スーラトでの夕景。
- ブサワルでの眺め。
- 川沿いにあるブサワル火力発電所（英語版）。
- サランケダ（英語版）にかかるサランケダ橋。
- マグダラ港（英語版）のONGC橋。